# Jenei Gyula (költő)
Jenei Gyula (Abádszalók, 1962. április 19. –) költő, szerkesztő, újságíró, tanár. Az Eső irodalmi lap alapító főszerkesztője, a szolnoki Varga Katalin Gimnázium magyartanára.

## Életrajza
Tizennyolc éves koráig Kunhegyesen élt, ott járt gimnáziumba is. 1984-ben a Juhász Gyula Tanárképző Főiskolán magyar és történelem szakon végzett, majd 2006-ban a Szegedi Tudományegyetemen magyartanári diplomát szerzett. Tanított, népművelősködött, volt kollégiumi tanár, de többnyire újságírásból élt: városi és megyei lapoknál, a Szabad Földnél, illetve a Magyar Rádió Szolnoki Stúdiójában foglalkoztatták. Jelenleg a szolnoki Varga Katalin Gimnáziumban tanít magyart. Házastársa Fekete Marianna. Gyermekei: Virág (1987), Máté (1993)

## Munkássága
Verseket a nyolcvanas évek közepétől publikál. 1998-ban megalapította, s azóta szerkeszti az Eső című negyedévente megjelenő irodalmi lapot. Több antológiát, könyvet jegyez szerkesztőként, irodalmi rendezvényeket is szervez. Alkalmanként tárcákat, recenziókat írt és ír napilapokba, online folyóiratokba; egy tanulmányban pedig Körmendi Lajos munkásságát dolgozta fel. 

## Kötetei
- Isteni műhiba (versek), 2024
- Always Different (versek angolul), 2022
- Szabadulószoba (Verebes György grafikáival), 2022
- Légszomj (Verebes György grafikáival), 2020
- Mindig más (versek), 2018
- Mintha ugyanaz (válogatott és új versek), 2014
- Munkák, metaforák (íróinterjúk), 2014
- Dónde estaría (versek spanyolul), 2014
- Az időben rend van (versek), 2011
- Ívek és törések (íróinterjúk), 2011
- Nézni a tájat (szövegek, Csabai István fotóival), 2008
- Ha kérdenéd (versek), 2006
- Futóhomok (tárcák), 2003
- Grafitnap (versek), 2002
- A víztorony vitorlái (versek), 1997
- Valahogy (versek, Sárkány Sándor festményeivel), 1992
- Hátországban (versek), 1990

## Társasági tagság
- Szépírók Társasága
- Magyar Írószövetség

## Díjak, elismerések
- Megyei Prima Díj (Jász-Nagykun-Szolnok megye), 2009
- Mozgó Világ Nívódíj (vers), 2011
- Szolnok Város Kulturális Díja, 2012
- Magyar Bronz Érdemkereszt, 2015
- József Attila-díj (2025)